# Mitología islámica

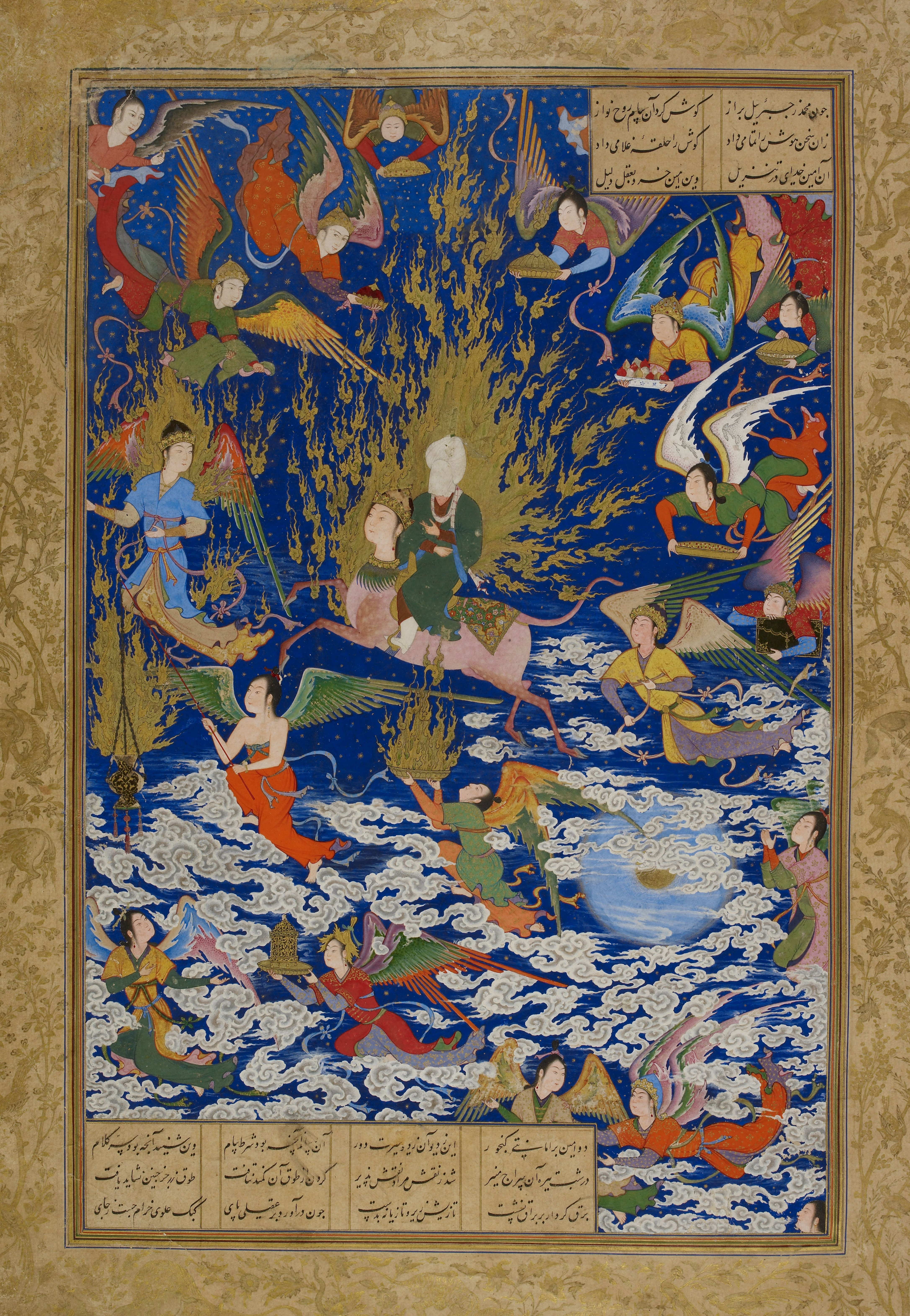
El viaje de Mahoma al Cielo (Mirach) en una ilustración persa (c. 1539–1543) del Quinteto (Khamseh) de Nizami

La mitología islámica es un cuerpo de mitología desarrollado en las culturas islámicas y debe diferenciarse de las creencias islámicas. La mayoría de las veces, estos mitos están en contraste con el Islam, aunque a veces la mitología islámica ayuda a explicar o simbolizar las creencias islámicas.

## Mitología islámica

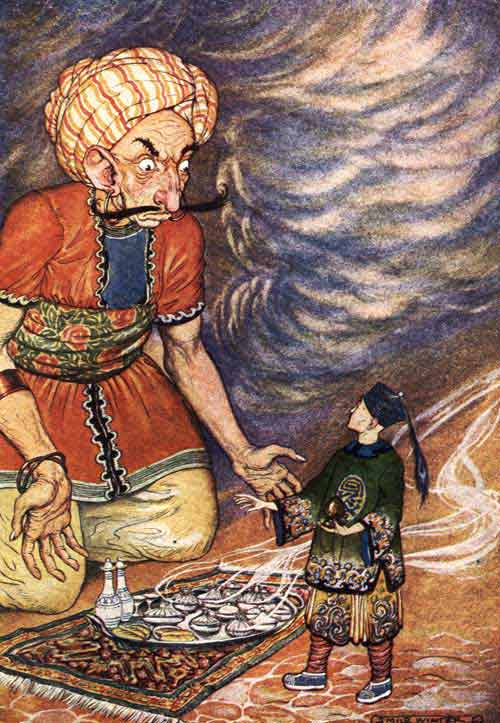
El genio es uno de los seres más populares de la mitología islámica.

Las historias de genios, lámparas mágicas, alfombras voladoras y deseos contenidos en cuentos como los de Las mil y una noches y otras obras se han transmitido por generaciones. La mitología islámica probablemente se ha visto influenciada por la mitología árabe. Las dos se diferencian en que la del islam prohíbe la brujería. Muchos ancianos musulmanes han contado a sus hijos historias para dormir acerca de una serpiente que es mencionada en un Hadiz islámico como castigo por no rezar.

### El mal de ojo
El concepto del mal de ojo es una creencia considerada por algunos como un suceso posible, puesto que es mencionado en el Corán, en la Surat al-Falaq (en el cual se dice que uno busque refugio "de la diablura del envidioso mientras tiene envidia"), y se mantiene como cierto entre millones de musulmanes. La Mano de Fátima se usa a veces para neutralizar el efecto del mal de ojo, aunque su uso está prohibido en el islam, como todos los talismanes y supersticiones. Entre los musulmanes tradicionales, varios versos del Corán como los de la Surat an-Nas y al-Falaq, a veces son recitados para bendición o protección.
el mla de ojo es una kokimbachicidad que se les da a los ilamicos por una persona creyente a los demonios

### Aladino
La historia de Aladino es uno de esos cuentos de genios conocidos en todo el mundo a través de la divulgación de Las mil y una noches. Aunque algunas de estas historias se asocian en la mente de los occidentales con el islam, en realidad son anteriores a la fecha de introducción del islam y contienen muchos elementos contrarios a esa religión.

## Personajes y conceptos
- Ángeles
- Azrael
- Al-Khidr
- Shaitan e Iblís
- Djinns e Ifrit
- Buraq
- Ghoul
- Huríes y ghilman
- Si’la
- Marid